# Paraleonnates guadalupensis
Paraleonnates guadalupensis är en ringmaskart som beskrevs av Amoureux 1985. Paraleonnates guadalupensis ingår i släktet Paraleonnates och familjen Nereididae. Inga underarter finns listade i Catalogue of Life.